# Diospontus

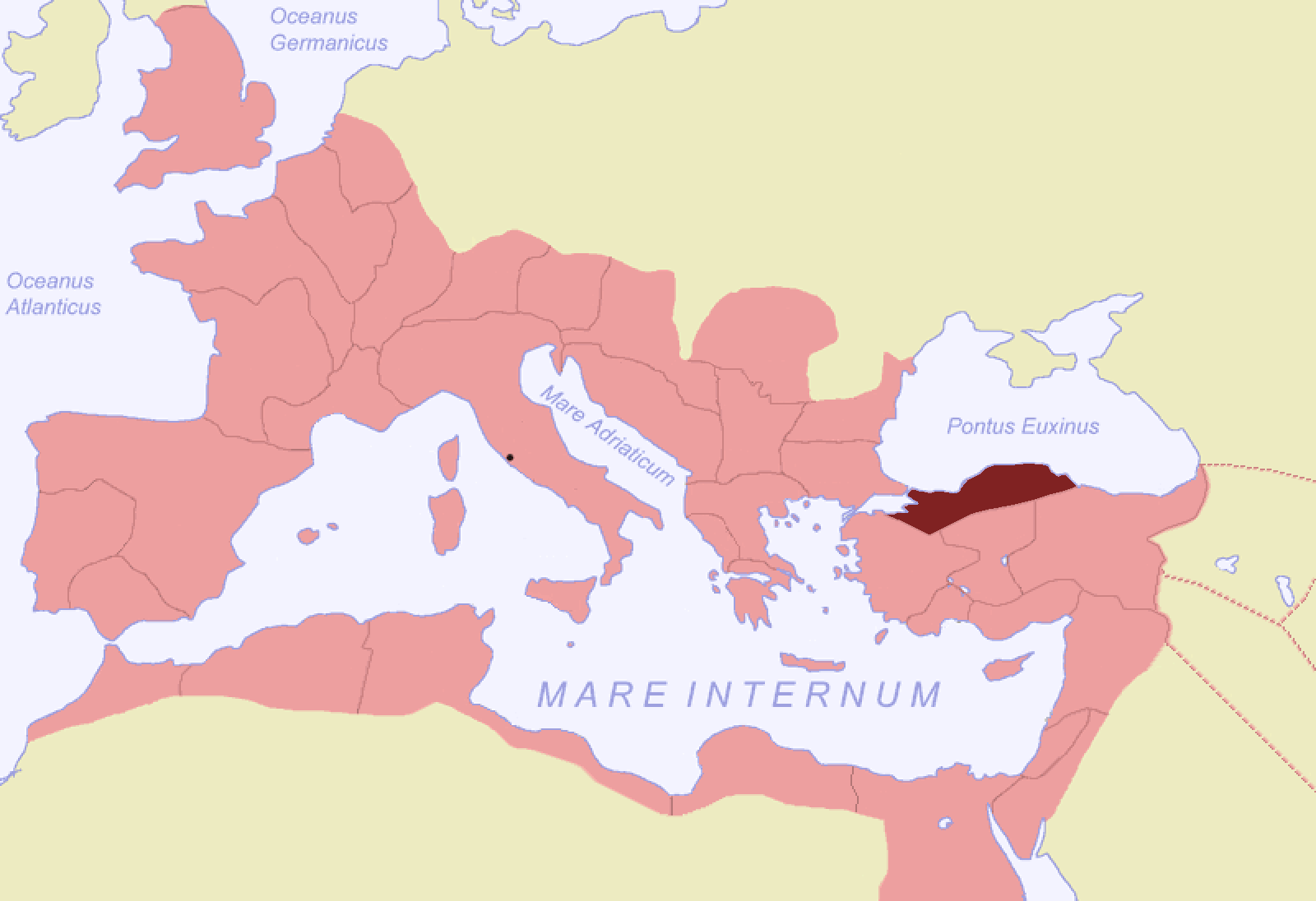
Die römische Provinz Bithynia et Pontus vor der Provinzreform Diokletians im Jahre 295

Bei der spätantiken Provinzreform des Kaisers Diokletian im Jahr 295 wurde Bithynia et Pontus in die Provinzen Bithynien, Paphlagonien und Diospontus (auch Diospontos) geteilt. Das Gebiet von Diospontus erstreckte sich über die östliche Schwarzmeerküste der heutigen Türkei um die Stadt Sinop.
Konstantin der Große erweiterte später das Gebiet der Provinz und benannte sie nach seiner Mutter Helena in Helenopontus um.